# 오사코 루이
오사코 루이(일본어: 大迫 塁, 2004년 10월 13일~)는 일본의 축구 선수이다.

## 구단 경력
그는 2023년 J1리그의 세레소 오사카에 입단했다. 2024년 J2리그의 이와키 FC로 임대 이적했다. 2025년 세레소 오사카로 복귀했다. 2025년 3월 J3리그의 SC 사가미하라로 이적했다.